# Dendrobium anamalayanum
Dendrobium anamalayanum är en orkidéart som beskrevs av Chandrab., V.Chandras. och N.Chandrasekharan Nair. Dendrobium anamalayanum ingår i släktet Dendrobium, och familjen orkidéer. Inga underarter finns listade i Catalogue of Life.